# 320 mm moździerz Typ 98
320 mm moździerz Typ 98 (jap. 九八式臼砲) – japoński moździerz trzonowy kalibru 320 milimetrów z okresu II wojny światowej, zaprojektowany do zwalczania sił i środków przeciwnika.

## Opis
Moździerz Typ 98 produkowany w latach 1938–1945 miał nietypową konstrukcję. Rura moździerza, która miała mały otwór przy wylocie lufy, spoczywała na stalowej płycie podstawy, która z kolei była podtrzymywana przez drewnianą platformę. W przeciwieństwie do konwencjonalnej broni tego typu półtorametrowy pocisk okalał lufę. Pancerz moździerza miał średnicę około 330 milimetrów, zaś rura miała niewiele więcej niż 254 milimetry szerokości. Broń mogła wystrzeliwać pocisk o wadze 300 kilogramów maksymalnie na 1100 metrów. Zasięg dostosowywano zmieniając ładunek miotający, a zmianę położenia moździerza wykonywano za pomocą przepychania drewnianej platformy bazowej. Lufa i pocisk składały się z kilku części, które można było przenosić ręcznie. 

Moździerz Typ 98 wykorzystano bojowo w Singapurze i na Filipinach (1942), a także na Iwo Jimie i na Okinawie (1945). Mimo potężnej głowicy bojowej pocisku broń okazała się mało efektywna i niecelna. Wadą było także to że rura wytrzymywała tylko pięć lub sześć wystrzałów. Paradoksalnie niedokładność spadającego pocisku czyniła go jeszcze bardziej niebezpiecznym. Generał Robert E. Cushman Jr., który jako podpułkownik dowodził batalionem Marines na Iwo Jimie wspominał: 

Widziałeś, jak to nadchodzi ale nigdy nie wiedziałeś, gdzie, do diabła, spadnie.

 Moździerz Typ 98 pojawia się w filmie Listy z Iwo Jimy (2006) w reżyserii Clinta Eastwooda.

## Galeria

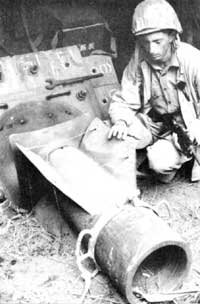
Podstawa i pocisk moździerza bez głowicy
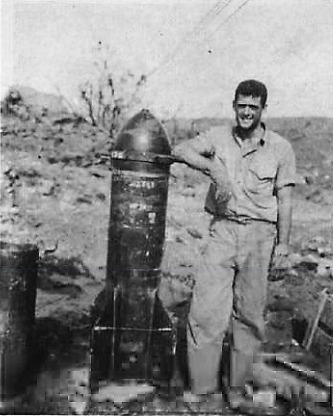
Kompletny pocisk moździerza